# Walcherenexpeditie
De Walcherenexpeditie was een Britse inval in Zeeland in 1809. Zeeland was toen deels onderdeel van Napoleons Franse keizerrijk en deels onderdeel van het Koninkrijk Holland, een Franse vazalstaat geregeerd door Napoleons broer Lodewijk I.
De expeditie liep uit op een groot fiasco voor de Britten, niet door een militaire nederlaag, maar doordat het uiteindelijke doel - de verovering van Antwerpen - niet werd gerealiseerd en omdat de Britse soldaten in groten getale stierven aan de Zeeuwse koorts, die indertijd werd toegeschreven aan de ongezonde lucht op Walcheren en Zuid Beveland, maar waarschijnlijk werd veroorzaakt door een combinatie van malaria, vlektyfus, buiktyfus en dysenterie. Zo'n 4.000 van de soldaten bezweken hieraan (tegen zo'n 100 gesneuvelde soldaten) voordat de troepenmacht uiteindelijk eind december werd teruggetrokken. Naar schatting nog eens 4.000 soldaten stierven na terugkeer nog aan de ziektes.

## Achtergrond
De Britten, die vanaf 1792 continu in oorlog met Frankrijk waren geweest (met uitzondering van een korte periode van vrede in 1802-1803), vormden in 1809 samen met Oostenrijk een nieuwe coalitie tegen Frankrijk, de Vijfde Coalitie genoemd. Ook de kleine Italiaanse staten Sicilië en Sardinië namen deel aan dit bondgenootschap.
Het doel van de Britse expeditie was om het Franse eskader van tien linieschepen in Vlissingen te veroveren en ook de daar in aanbouw zijnde marineschepen te vernietigen. Verder waren de Britten van plan om Antwerpen in te nemen, waar Pierre-Victor, baron Malouet de leiding had en volgens geruchten tientallen Franse linieschepen in aanbouw waren.
Ook was de expeditie bedoeld om de aandacht van de Fransen af te leiden van Oostenrijk. De Britten kwamen echter pas eind juli in actie, toen Oostenrijk de Slag bij Wagram en daarmee de oorlog al verloren had.

## Verloop

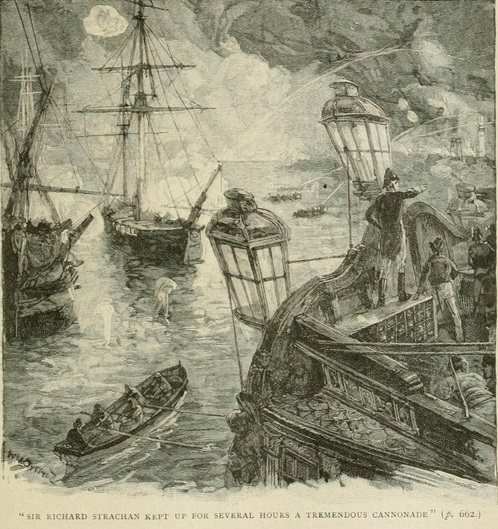
De beschieting van Vlissingen op 14 augustus 1809 door de Britse vloot onder leiding van Sir Richard Strachan.

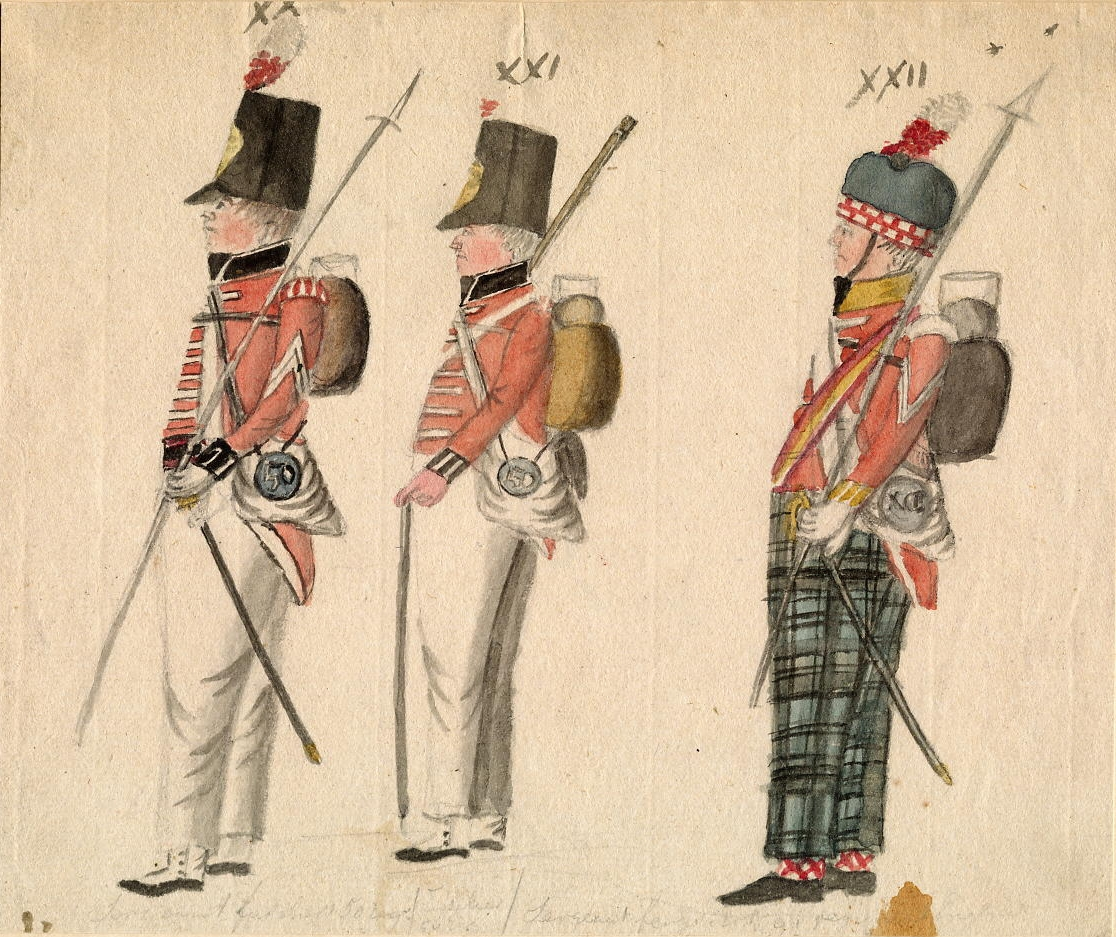
Soldaten van het Britse 50e en 91e regiment infanterie

Een Brits expeditieleger van 40.000 soldaten en 5.000 paarden werd ingescheept in zo'n vijfhonderd transportschepen en geëscorteerd door een oorlogsvloot van veertig linieschepen en dertig fregatten. De bevelhebber van het Britse leger was John Pitt, 2e graaf van Chatham, een broer van de voormalige premier William Pitt de jongere. De vloot stond onder commando van Sir Richard Strachan, 6e Baronet.
Het leger landde op 30 juli op verschillende plaatsen op Walcheren, waaronder bij Breezand. Middelburg werd de volgende dag zonder slag of stoot bezet, Veere na korte maar hevige gevechten op 1 augustus. Vlissingen capituleerde op 15 augustus, na een kort beleg maar met zware beschietingen vanaf land en zee, waarbij de stad zware schade opliep. De Franse gouverneur van Vlissingen, generaal Louis Monnet, en het garnizoen van 5.000 Fransen werden gevangengenomen en afgevoerd naar Engeland. Verder oostelijk landden de Britten op Zuid-Beveland, namen Goes in en hadden het hele eiland op 2 augustus in handen. Het strategische fort Bath was geëvacueerd door de Fransen en werd zonder slag of stoot door de Britten bezet. Ook Schouwen en Duiveland werden bezet en Zierikzee werd op 10 augustus ingenomen.
Al snel daarna waren er de eerste gevallen van Zeeuwse koorts, waar het moerasachtige Zeeland in die tijd berucht om was. Eind augustus waren al 3.000 Britse soldaten ziek en medio september was dit aantal toegenomen tot 10.000. De epidemie van waarschijnlijk malaria, tyfus, buiktyfus en dysenterie werd al snel Walcheren fever genoemd door de Britse soldaten. Ondanks eerdere ervaringen met de ziektes tijdens een expeditie op Zeeland in 1747 waren de Britten slecht voorbereid, met maar één hospitaalschip per divisie. De Britten stierven in groten getale en 's nachts vonden massabegrafenissen plaats.
De Fransen en Hollanders vernamen het nieuws van de invasie op 1 augustus en lieten de Hollandse koninklijke gardetroepen aanrukken naar Bergen-op-Zoom, terwijl de Hollandse divisie in Noord-Duitsland teruggeroepen werd. Al snel had zich een verdedigingslinie voor Antwerpen verzameld van 12.000 Franse en Hollandse soldaten en 13.000 soldaten van de (ongeüniformeerde en deels onbewapende) Nationale Garde. Koning Lodewijk nam het bevel van de defensie persoonlijk op zich, maar bleek weinig militair kunnen te bezitten. Op 15 augustus verving Napoleon hem door de Franse maarschalk Jean-Baptiste Bernadotte terwijl de Hollandse troepen onder bevel stonden van Jean-Baptiste Dumonceau, een in Brussel geboren generaal in dienst van het Koninkrijk Holland.
Het Britse plan was om Antwerpen met een snelle opmars te veroveren, maar er ging veel tijd verloren met de bezetting van Walcheren en Zuid Beveland en ook de samenwerking tussen de vloot en de grondtroepen verliep steeds slechter. De Britten bleven vastzitten in Zeeland en hun bevelhebber Chatham durfde de aanval op Antwerpen niet door te zetten omdat hij de Frans-Hollandse verdediging veel te hoog inschatte, op 35.000 man, en zijn troepen intussen in sneltreinvaart bezweken aan ziektes. Eind augustus zag Chatham dat de zaak verloren was en begon de terugtrekking van zijn troepen naar Walcheren terwijl een achterhoede nog korte tijd fort Bath bleef bezetten.

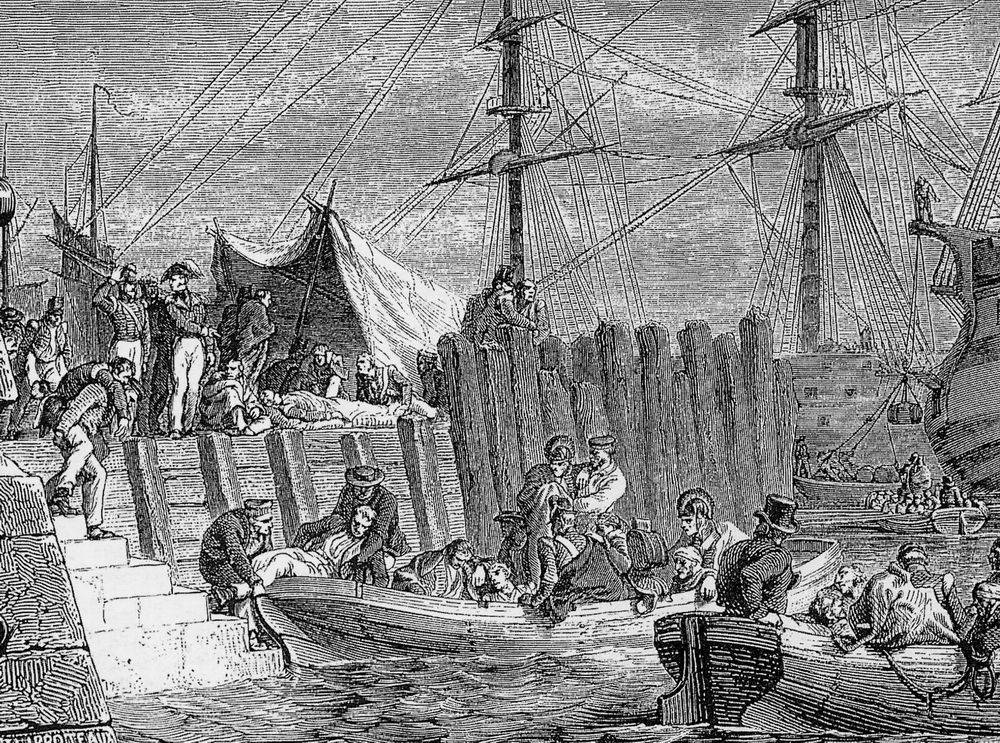
Evacuatie van de Britse troepen

Begin september werd besloten om de meeste troepen inclusief hun bevelhebber Chatham terug te trekken. Toen hij op 16 september Zeeland verliet bleef nog een garnizoen van 5.000 man op Walcheren achter, waarvan al een derde ziek was. Dit garnizoen, bijgenaamd het "stervende leger" (dying army) werd in december alsnog geëvacueerd.

## Gevolgen
De Franse bevelhebber Bernadotte was tijdens de Slag bij Wagram in ongenade gevallen bij Napoleon door een dagorder waarin hij de Saksische troepen onder zijn bevel de eer gaf voor de overwinning, terwijl deze troepen juist waren teruggevallen en gered moesten worden door Franse troepen. Na de Britse terugtrekking uit Zeeland kwam Bernadotte opnieuw met een ongelukkige dagorder waarin hij niet alleen de Frans-Hollandse troepengrootte weggaf maar ook de Nationale Garde lof toezwaaide. Op 11 september ontsloeg Napoleon Bernadotte als bevelhebber en verving hem door maarschalk Bessières. Na deze definitieve breuk met Napoleon accepteerde Bernadotte in 1810 een aanbod om kroonprins van Zweden te worden en werd in 1818 koning van Zweden als Karel XIV Johan.
Ook koning Lodewijk I viel in ongenade bij de keizer door zijn, volgens Napoleon, trage en onkundige optreden. Voor Napoleon was het de laatste druppel, na eerdere irritaties over Lodewijks tegenzin om Franse maatregelen als de dienstplicht en het Continentaal Stelsel in Nederland in te voeren. Op 28 december werd Walcheren ingelijfd bij Frankrijk, in maart 1810 volgde de rest van zuidelijk Nederland en in juli werd het hele Koninkrijk Holland bij Frankrijk ingelijfd.
In Groot-Brittannië leidde het fiasco tot een heftig conflict tussen de minister van Defensie Robert Stewart en de toenmalige minister van Buitenlandse Zaken George Canning dat eindigde in een pistoolduel en het aftreden van beide ministers.

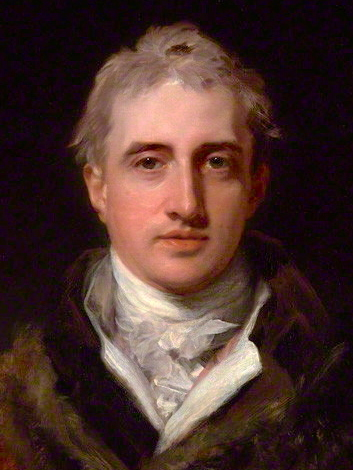
Robert Stewart, Lord Castlereagh
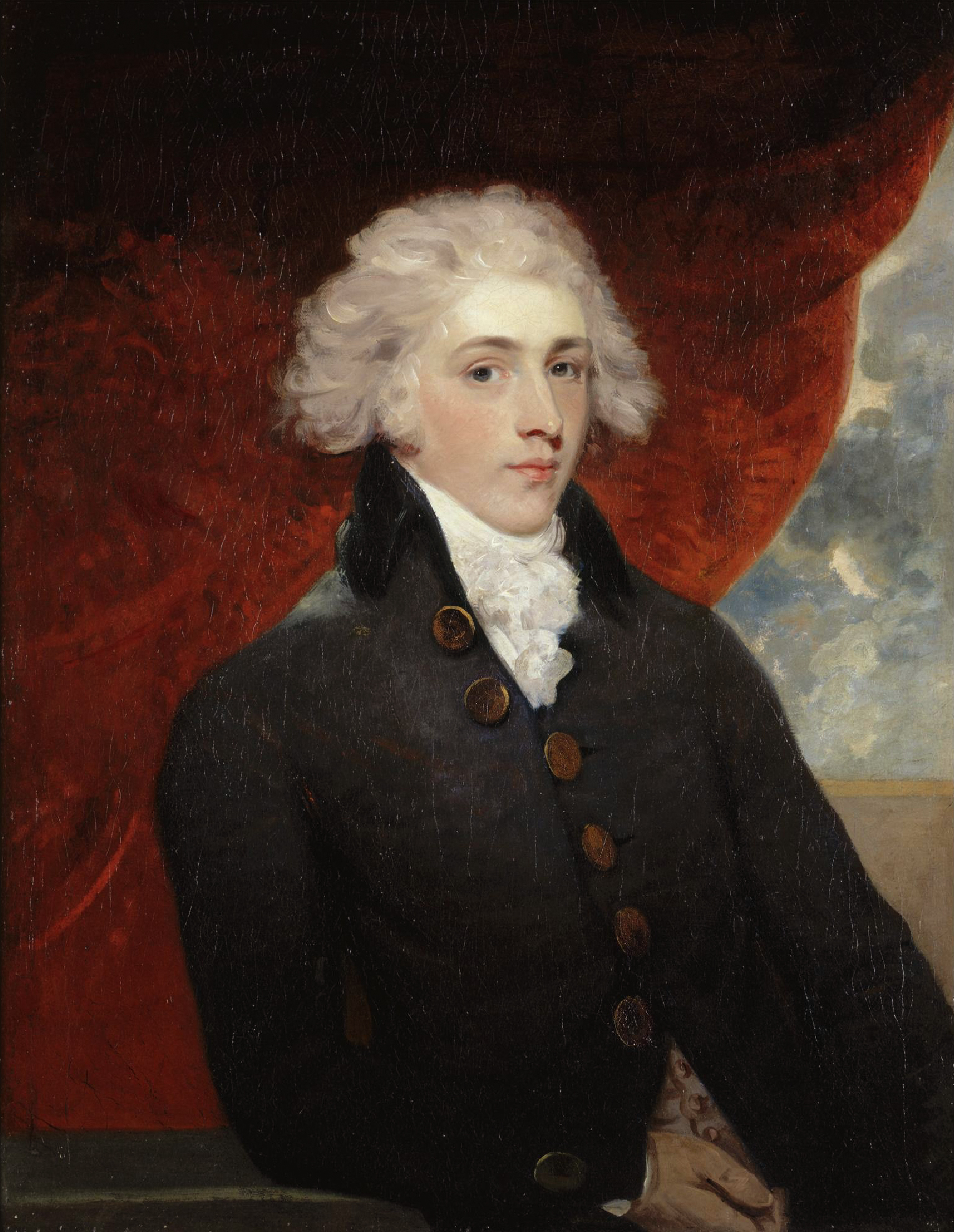
John Pitt, 2e graaf van Chatham
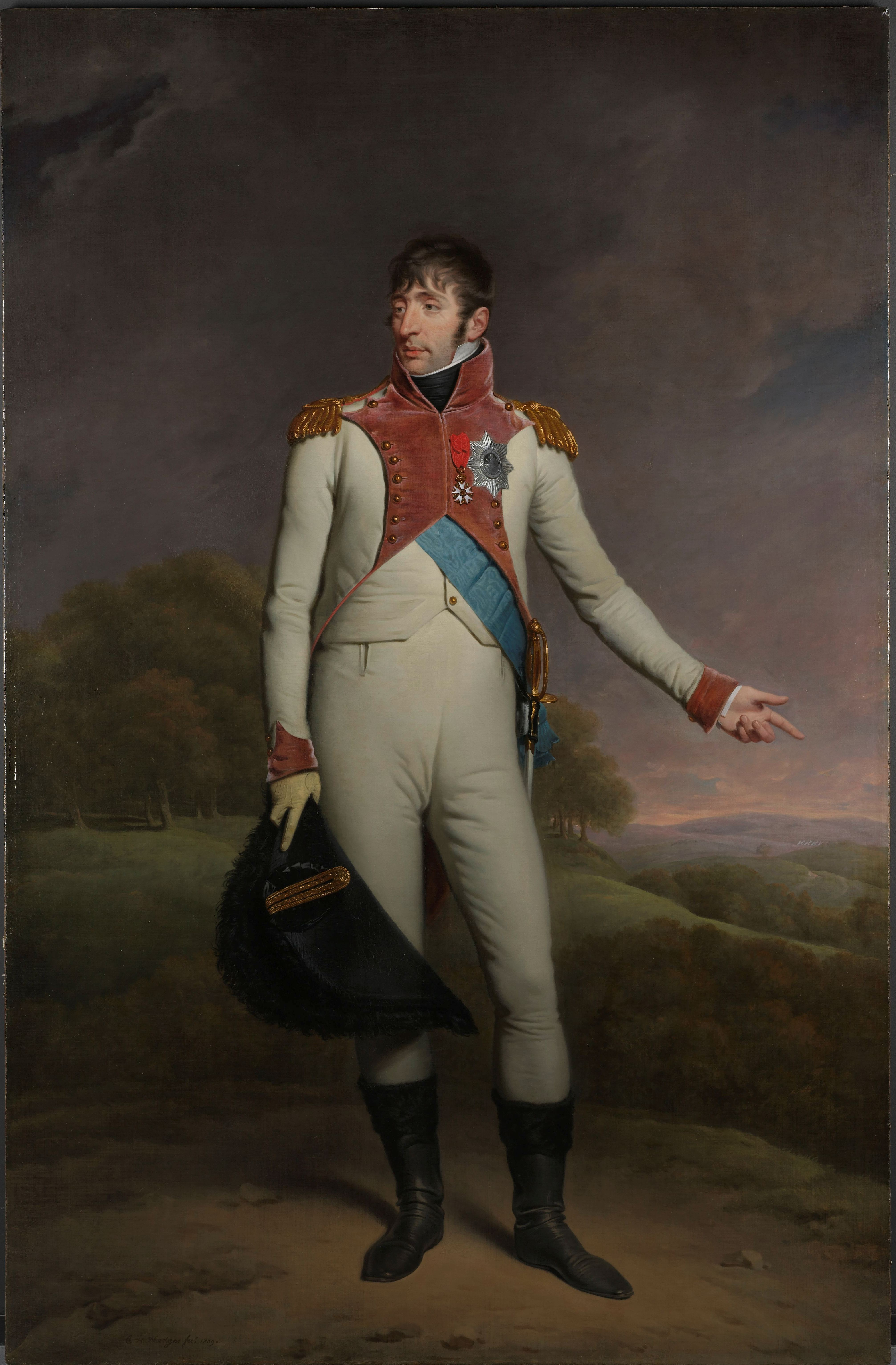
Koning Lodewijk I van Holland
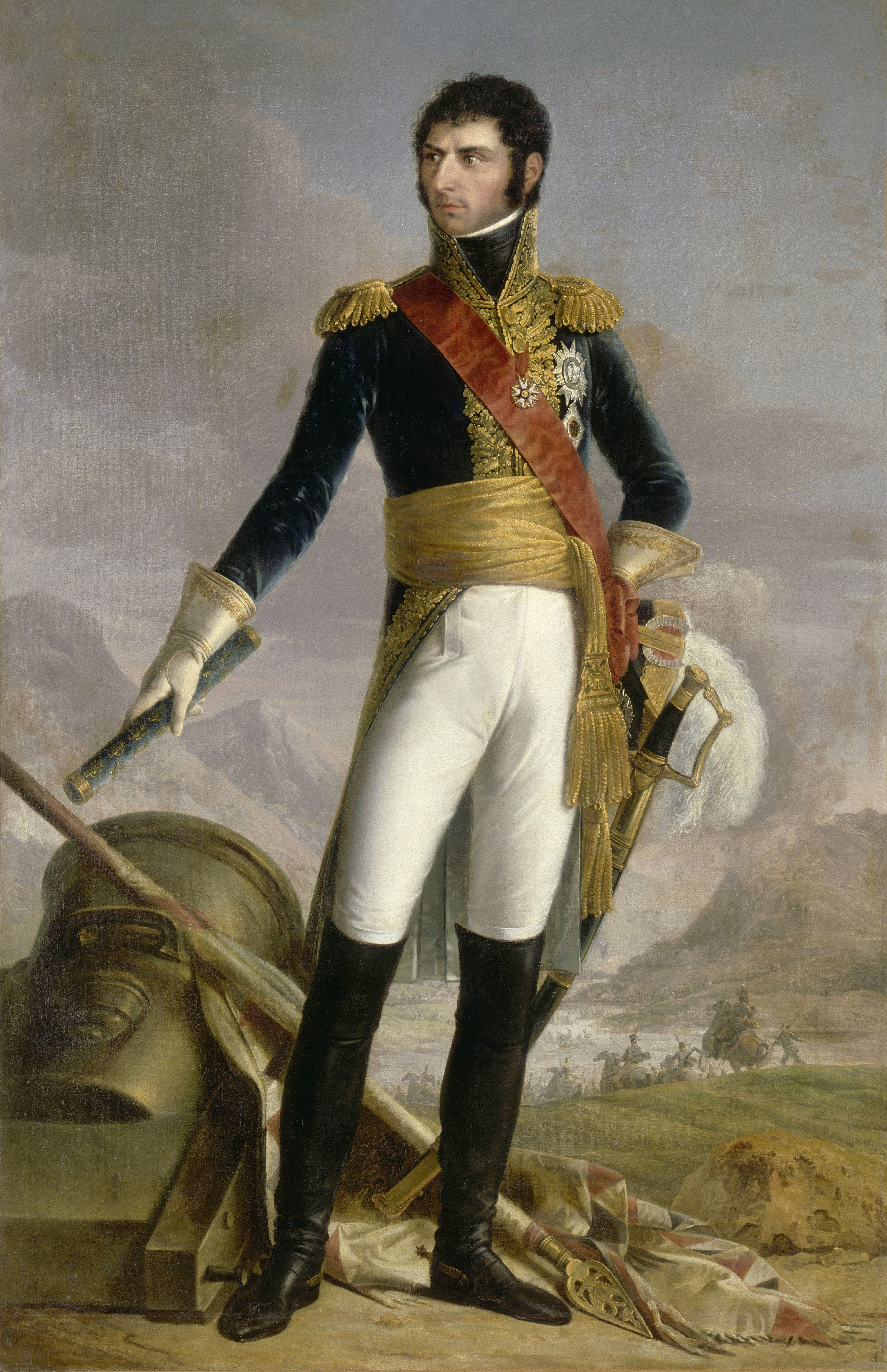
Jean-Baptiste Bernadotte, de latere koning Karel XIV Johan van Zweden
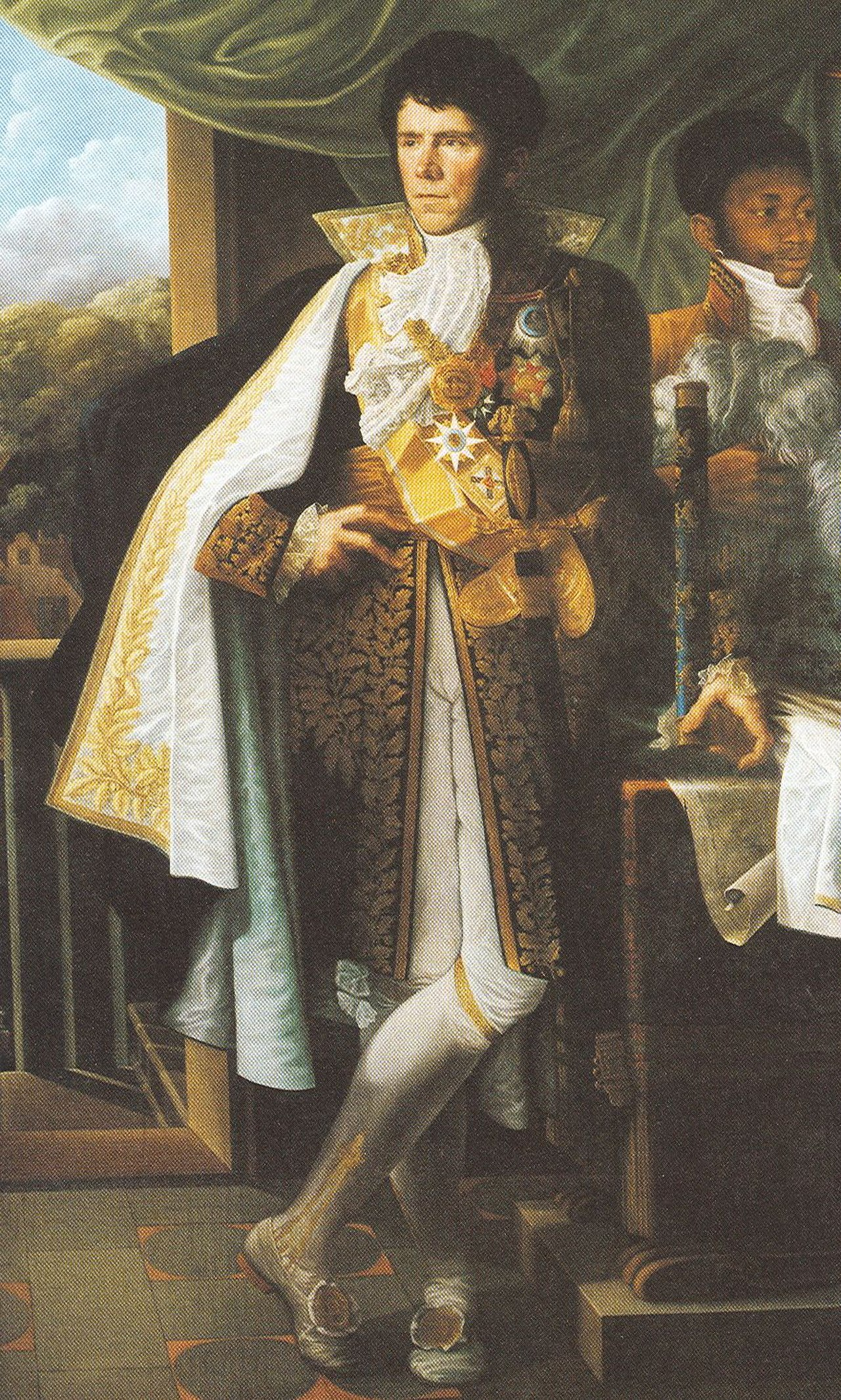
Graaf Dumonceau

## Herdenking
In de plaats Veere werd in juli 2009 herdacht dat 200 jaar geleden de invasie van Walcheren plaatsvond. Deze manifestatie werd georganiseerd door de Napoleontische Associatie der Nederlanden.